# Eva Sládečková
Eva Sládečková roz. Preussová (26. ledna 1923 – 26. června 2016) je bývalá československá hráčka basketbalu a házené (o 11 hráčích).
V roce 1947 s basketbalovým týmem Československa hrála na světových akademických hrách v Paříži. Byla hráčkou reprezentačního družstva Československa, jehož trenérem byl Lubomír Dobrý, na mistrovství Evropy v basketbale žen v roce 1950 získala bronzovou medaili.
V československé basketbalové lize žen v basketbalovém družstvu žen Sparty Praha začala svou kariéru u trenéra JUDr. Miloslava Kříže a v osmi odehraných ligových sezónách získala pět titulů mistra Československa, dvě druhá a jedno třetí místo.
V letech 1953 až 1983 pracovala na katedře tělesné výchovy Fakulty všeobecného lékařství University Karlovy.

## Hráčská kariéra
- Klub:
- 1943-1947 Uncas Praha, 2x mistryně Československa (1943, 1944)
- 1947-1951 Sparta Praha, 3x mistryně Československa (1948-1950), 2x 2. místo (1950/51, 1951), 1x 3. místo (1947)
- Československo: 1947-1950, celkem 22 zápasů za reprezentrační družstvo
- Mistrovství Evropy 1950, 24 bodů v 6 zápasech, bronzová medaile za 3. místo